# Rolls-Royce Ghost
De Rolls-Royce Ghost is een auto van Rolls-Royce die onder de Phantom is gepositioneerd. Het model had eerst de codenaam RR4 waarna hij als 200EX Concept in maart 2009 op de Autosalon van Genève werd tentoongesteld aan het publiek. In april 2009 kreeg de auto de naam Ghost mee.

## Eerste generatie
De auto kwam in de loop van 2010 op de markt. In 2011 volgde een verlengde versie: de EWB (Extended Wheel Base), met een wielbasis van 3,47 meter. Deze variant is 170 millimeter langer dan het standaardmodel van 5,40 meter en biedt daardoor dubbel zoveel beenruimte. De totale afmetingen van de EWB zijn 5,57×1,95×1,55 meter (l×b×h).

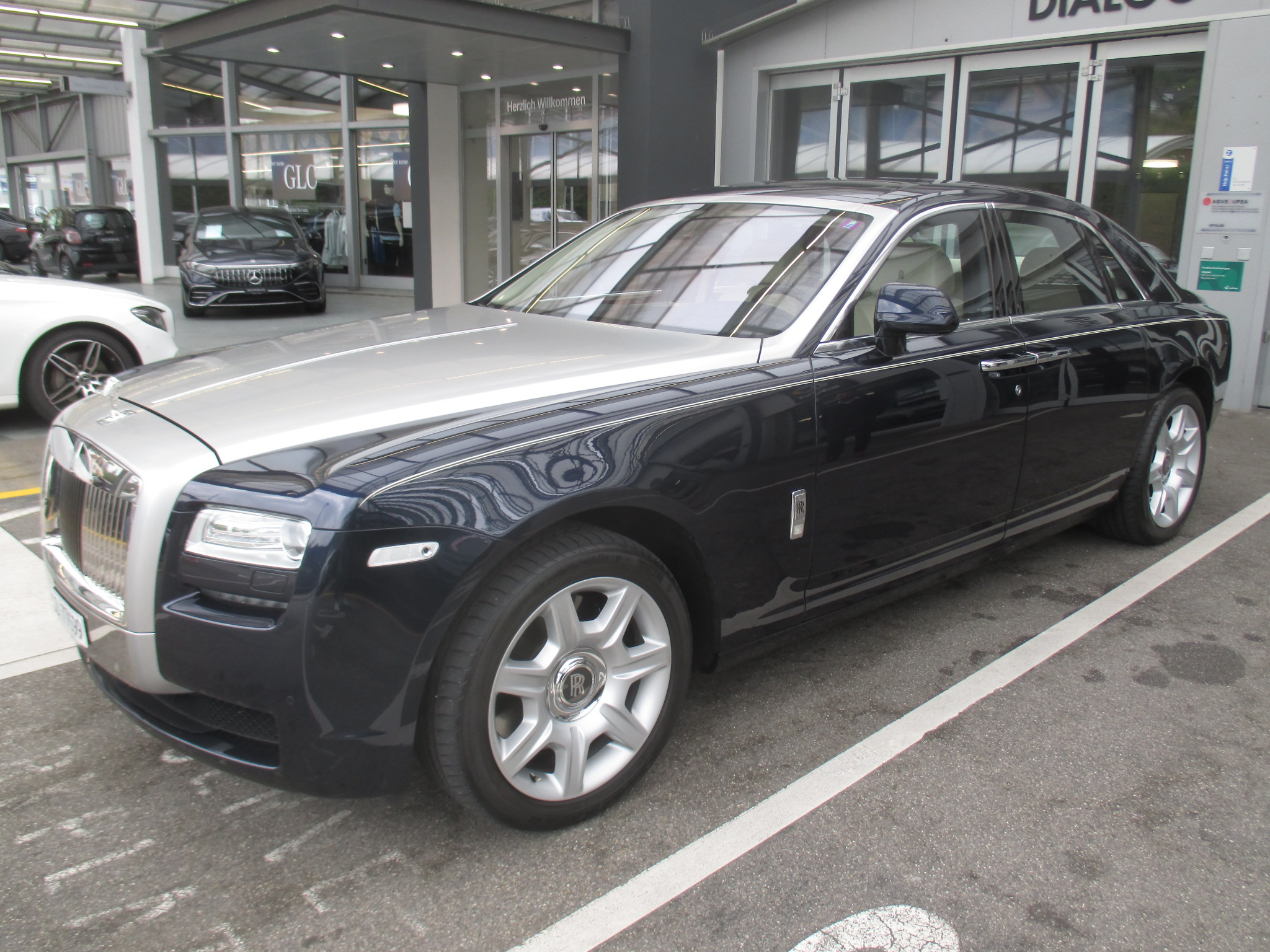
eerste generatie (2010-2020)
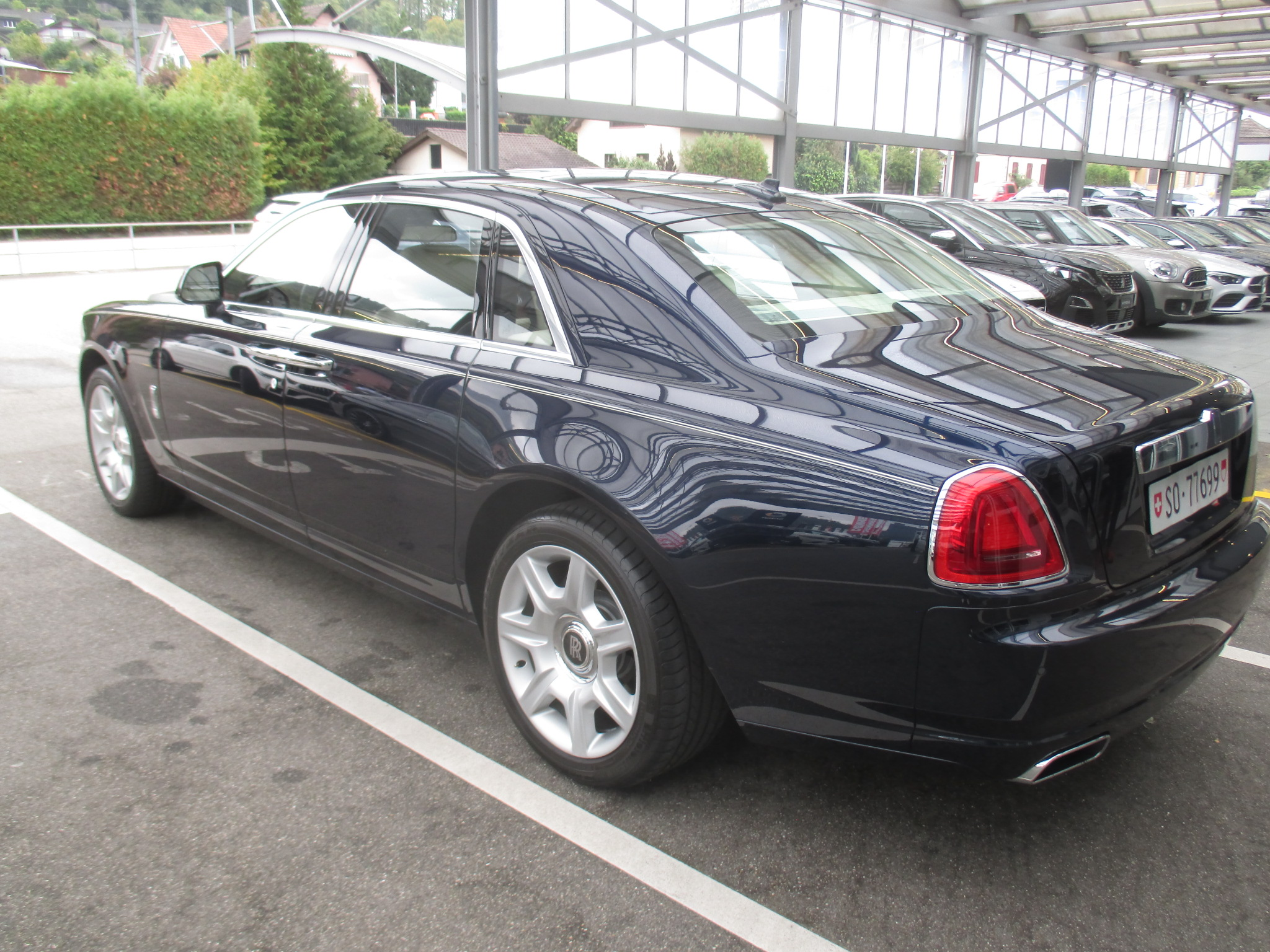
eerste generatie (2010-2020), achteraanzicht

## Tweede generatie
In 2020 werd de tweede generatie Ghost geïntroduceerd. Dit is een volledig nieuw ontwerp op basis van het platform waar ook de Phantom en de Cullinan gebruik van maken. Ook van deze generatie is er een EWB-variant beschikbaar. In 2021 werd de Rolls-Royce Ghost Black Badge voorgesteld, een sportieve variant van de tweede generatie Ghost. De auto gebruikt dezelfde 6,7-liter V12-motor en het chassis met vierwielaandrijving, maar de motor is afgesteld om 441 kW (600 pk) te produceren, zo'n 30 pk meer dan het standaardmodel.

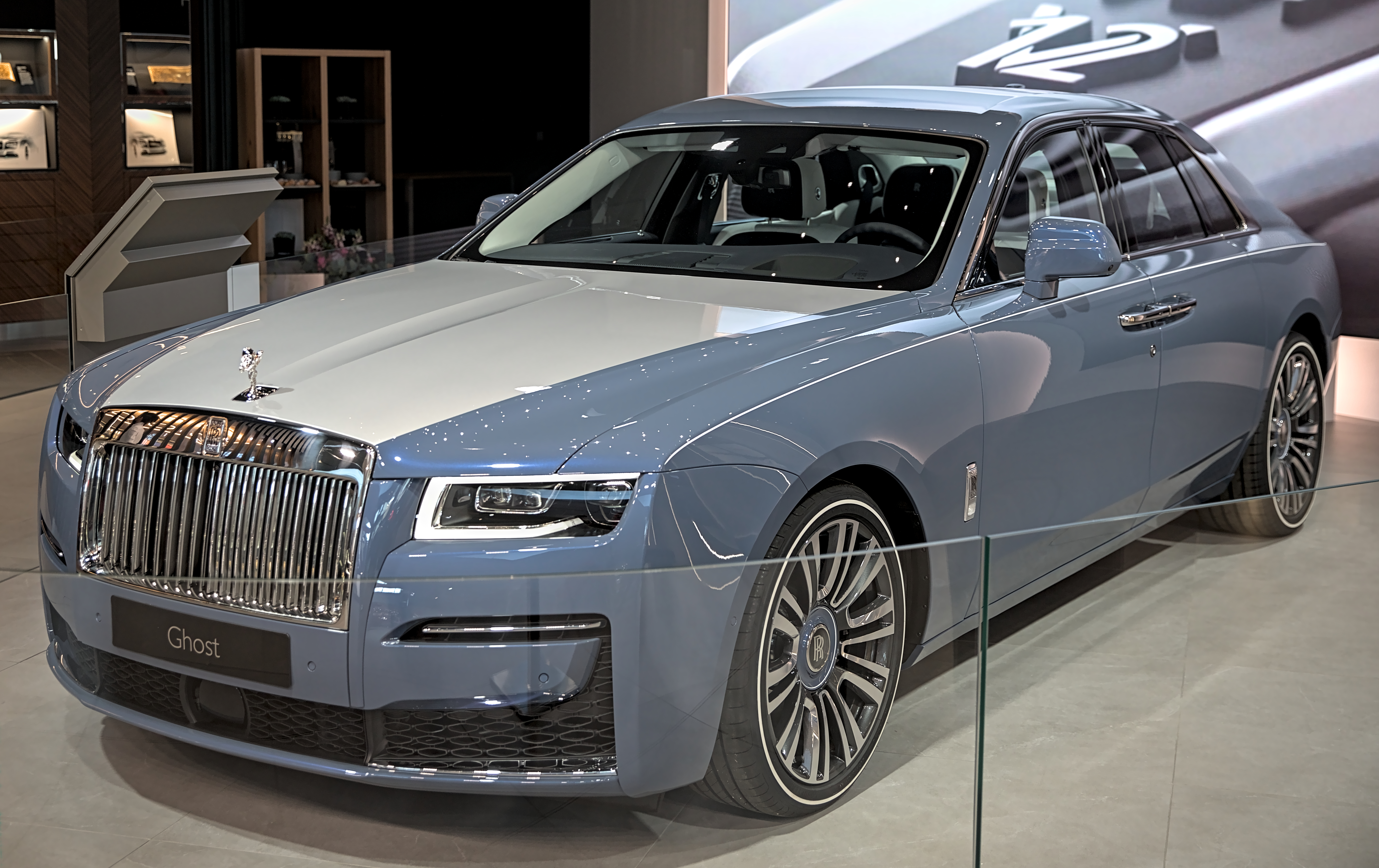
tweede generatie (2020-heden)
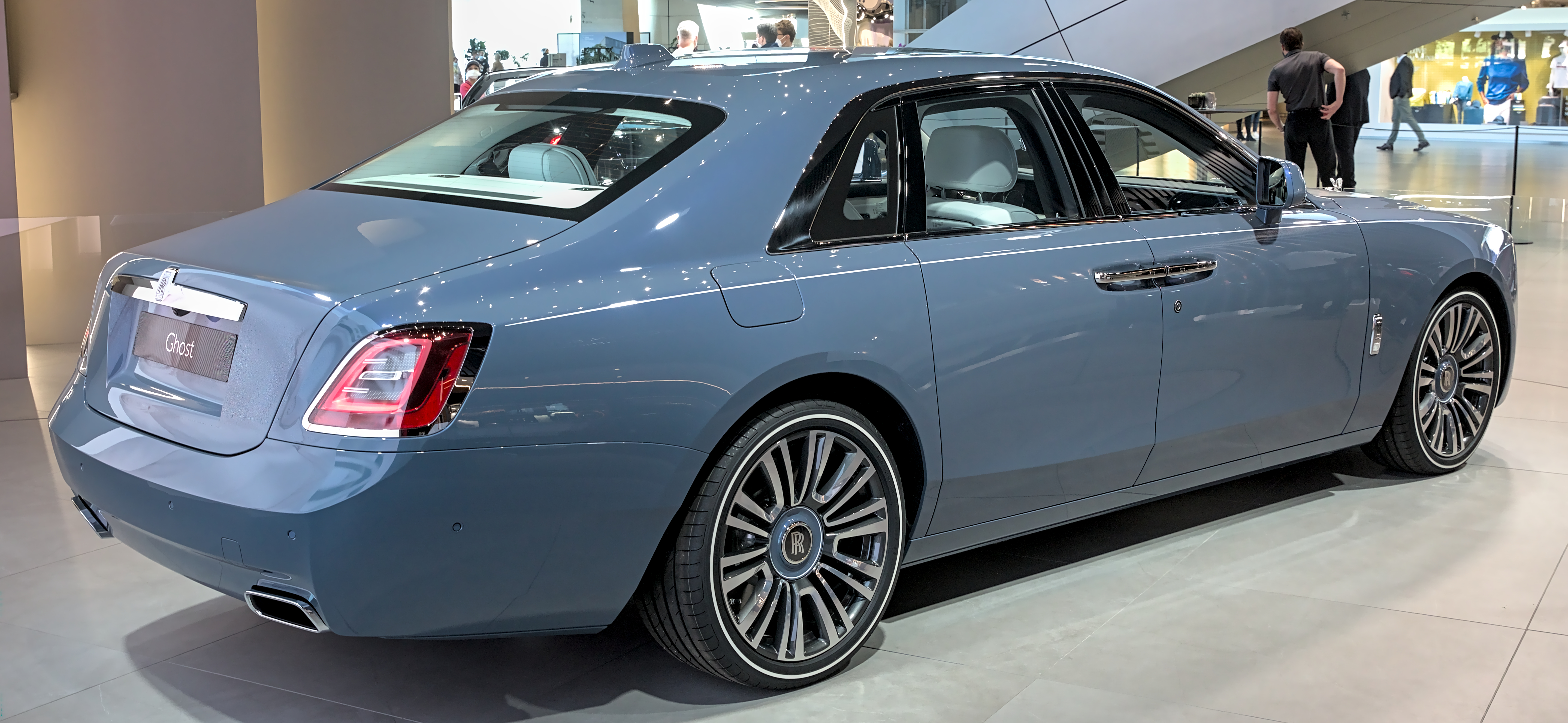
tweede generatie (2020-heden), achteraanzicht

Huidige modellen:
Ghost ·
Spectre ·
Phantom VIII ·
Cullinan

Recente modellen:
Wraith ·
Dawn ·
Phantom VII · 
Silver Seraph ·
Corniche 2000 ·
Phantom Coupé ·
Phantom Drophead Coupé

Historische modellen na de Tweede Wereldoorlog:
Silver Wraith ·
Silver Dawn ·
Phantom IV ·
Phantom V ·
Phantom VI ·
Silver Cloud ·
Silver Shadow ·
Corniche I-IV ·
Silver Spirit/Silver Spur I-IV ·
Camargue

Historische modellen voor de Tweede Wereldoorlog:
10 HP ·
Silver Ghost ·
20/25/30 HP ·
Phantom I ·
Phantom II ·
Phantom III ·
Wraith

Conceptauto's:
100EX ·
101EX ·
200EX